# Ulmerochorema tasmanicum
Ulmerochorema tasmanicum là một loài Trichoptera thuộc họ Hydrobiosidae. Chúng phân bố ở miền Australasia.